# Escopolamina

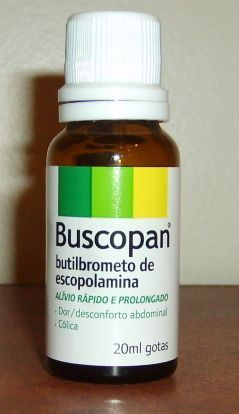
Medicamento Buscopan (escopolamina).

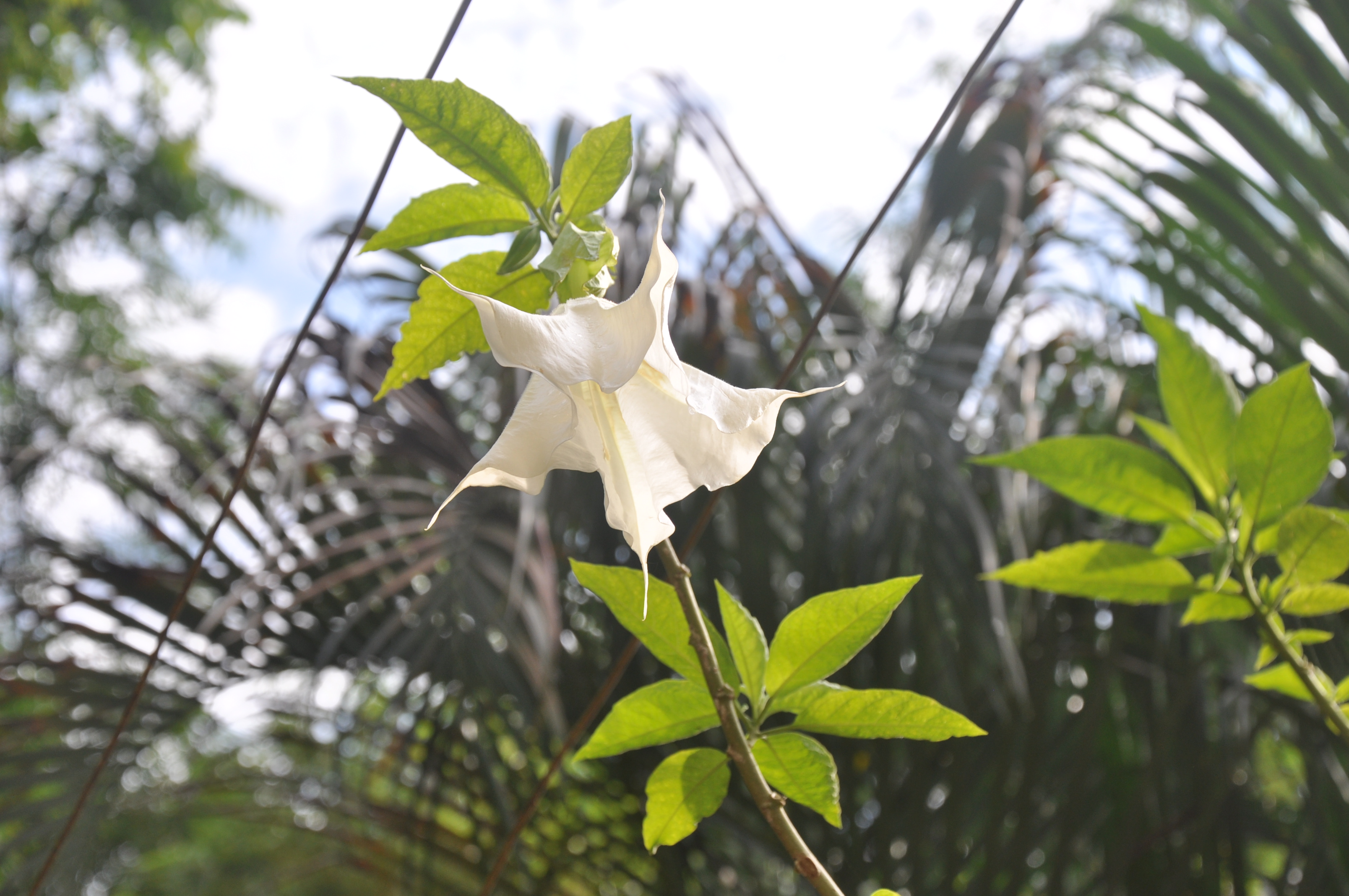
Burundanga

La escopolamina, o también hioscina (informalmente denominada "burundanga"), es un alcaloide tropánico que se encuentra como metabolito secundario en plantas de varios géneros en la familia de las solanáceas, como la belladona (Atropa belladonna) los beleños, (Hyosciamus spp.), estramonios (Datura stramonium y otras especies), la escopolia (Scopolia carniolica), las mandrágoras (Mandragora spp.) y las trompetas de ángel (Brugmansia spp.).
Es una sustancia afín a la atropina, con similares efectos antimuscarínicos. En dosis bajas se utiliza como fármaco para controlar los mareos por movimiento y las náuseas postoperatorias. Dosis mayores pueden causar delirio y otras psicosis, y dosis progresivamente más altas causan estupor y finalmente, la muerte por parálisis de la musculatura lisa. Su dosis letal media es de 2 a 4 mg. en humanos.
El químico alemán Albert Ladenburg la aisló y describió en 1880. Es uno de los primeros alcaloides que se consiguió aislar de los vegetales.
La escopolamina es utilizada junto con otras drogas por los criminales para reducir a sus víctimas.

## Química
La escopolamina es un alcaloide tropánico, concretamente el éster escopínico del ácido trópico. Su fórmula química condensada es C17H21NO4.

## Efectos fisiológicos
La escopolamina actúa antagonizando de forma competitiva el efecto de la acetilcolina sobre los receptores muscarínicos del tipo M1, en los órganos inervados por los nervios colinérgicos posganglionares, principalmente vísceras. Es así como induce la dilatación de las pupilas, la contracción de los vasos sanguíneos, la reducción de la secreción salival, de la motilidad intestinal, y otros fenómenos como resultado de la inhibición del sistema nervioso parasimpático. Por el contrario, carece de efecto sobre los estímulos colinérgicos en los receptores nicotínicos.
La escopolamina potencia el efecto sedante de los depresores del sistema nervioso central, como el alcohol. Por ello erróneamente en muchos medios de comunicación se publican noticias sensacionalistas de nula base científica y con contenidos de dudosa credibilidad acerca de unos exagerados efectos de una droga a la que llaman "burundanga" e identifican en muchas ocasiones con la escopolamina.
Afirman que no deja huellas detectables de su uso en pocas horas, cuando en realidad su vida media (la dosis baja a la mitad) es de unas 4,5 horas, siendo detectable incluso días después, parte se excreta en la orina.
Por esa creencia de que puede dejar inconsciente o sin voluntad a la víctima o producirle amnesia, es usado con fines delictivos como intento de robo o violación, pero los efectos suelen acabar en forma de intoxicaciones de otra índole a veces muy graves, como taquicardia, arritmia, psicosis, con docenas de ingresos por ese motivo.
En junio de 2008, más de 20 personas fueron hospitalizadas con síntomas de psicosis en Noruega después de ingerir pastillas de una falsificación de Rohypnol que contenía escopolamina.

## Uso medicinal
En medicina humana, la escopolamina tiene tres usos fundamentales:
- Se utiliza en muy pequeñas cantidades para prevenir y tratar el mareo, las náuseas, colitis y los vómitos provocados por los diferentes medios de locomoción.
- Por su acción sedante sobre el sistema nervioso central, se usa como antiparkinsoniano, antiespasmódico y como analgésico local.
- Sirve para provocar dilatación de la pupila en exámenes de fondo de ojo.

En general, su uso reduce la producción de las glándulas secretoras (saliva, bronquios y sudor). En el pasado, se administraba junto a la morfina como analgésico en los partos, pero posteriormente se abandonó, al verse implicada como factor causal en la tasa excesivamente alta de mortalidad infantil.[cita requerida]

## Síntomas periféricos
Los efectos de la administración de escopolamina se manifiestan como disminución de la secreción glandular, suspensión de la producción de saliva, lo que provoca sequedad de boca y sed; dificultad para deglutir y hablar; dilatación de las pupilas, que reaccionan lentamente a la luz; visión borrosa para objetos cercanos y, en ocasiones, ceguera transitoria. Se registra taquicardia que puede estar acompañada de hipertensión. Es característico el enrojecimiento de la piel por vasodilatación y la disminución de la sudoración junto con brotes escarlatiniformes en la cara y el tronco, así como el aumento de la temperatura corporal o fiebre que puede llegar hasta 42 °C. Causa dilatación vesical con espasmo del esfínter y retención urinaria. En algunos casos puede acompañarse de amnesia temporal o somnolencia.

### Metabolismo y excreción
El máximo efecto se alcanza durante las primeras 1 a 3 horas y luego cede poco a poco; dependiendo de la dosis tarda varios días en eliminarse. Tiene una vida promedio de dos horas y media, y se metaboliza en hígado en ácido trópico y escopina. Solo el 10% se excreta por el riñón sin metabolizarse. Aparecen trazas en el sudor y la leche materna. Atraviesa la barrera placentaria y actúa sobre el feto.

### Farmacocinética
La escopolamina sufre un metabolismo de primer paso y alrededor del 2,6% se excreta sin cambios en la orina. El jugo de pomelo disminuye el metabolismo de la escopolamina y, en consecuencia, aumenta la concentración plasmática.

### Tratamiento
La intoxicación con esta sustancia requiere atención médica. Se debe conservar la vía aérea permeable y una adecuada oxigenación, hidratación, control de hipertermia con medios físicos (bolsas de hielo, compresas frías, etc.). Es importante acolchonar la cama para evitar lesiones. El enfermero/a colocará un catéter vesical. La habitación debe estar a media luz para evitar estímulos hasta donde sea posible.
Es beneficioso disminuir la absorción con lavado gástrico, preferiblemente con carbón activado y catártico salino, lo que debe iniciarse sin demora si se ha ingerido oralmente. Si se observa recuperación progresiva del paciente y mejoría satisfactoria del cuadro clínico, se continúa con medidas generales y observación permanente hasta darle de alta. Si presenta delirio o coma, causados por grandes dosis de tóxico, la fisostigmina, administrada bajo control médico, es el tratamiento indicado. Este fármaco inhibidor de la acetilcolinesterasa, es altamente tóxico, y corrige los efectos centrales y los efectos periféricos. Está contraindicada su aplicación en hipotensión (dada su acción vasodilatadora sobre los receptores muscarínicos M3 vasculares). Es una sustancia peligrosa por lo que su uso debe limitarse en pacientes con manifestaciones anticolinérgicas severas.
Si el diagnóstico es correcto, se observa una respuesta rápida (diagnóstico terapéutico). Como la fisostigmina se metaboliza rápidamente, el paciente puede caer otra vez en coma en una o dos horas, necesitando nuevas dosis. Puede repetirse la dosis bajo vigilancia médica, si no hay contraindicaciones, alergia o efectos adversos, a los 15 minutos, muy lentamente ya que si se aplica rápidamente produce convulsiones, salivación excesiva o vómito que obliga a suspenderla.
El diazepam, prescrito por el médico, puede ser conveniente para la sedación y el control de convulsiones. Deben evitarse las grandes dosis porque la acción depresiva central puede coincidir con la depresión producida por el envenenamiento escopolamínico.
La vitamina C es útil para aumentar la eliminación de los alcaloides por el mecanismo de acidificación de la orina.
Se debe hospitalizar según criterio médico.